# Pinanga gracilis
Pinanga gracilis är en enhjärtbladig växtart som beskrevs av Carl Ludwig von Blume. Pinanga gracilis ingår i släktet Pinanga och familjen Arecaceae. Inga underarter finns listade i Catalogue of Life.